# Аржантон Нотре Дам
Аржантон Нотре Дам (фр. Argenton-Notre-Dame) насеље је и општина у западној Француској у региону Лоара, у департману Мајен која припада префектури Шато Гонтје.
По подацима из 2011. године у општини је живело 205 становника, а густина насељености је износила 30,28 становника/km². Општина се простире на површини од 6,77 km². Налази се на средњој надморској висини од 60 метара (максималној 82 m, а минималној 33 m).

## Демографија
| 1962. | 1968. | 1975. | 1982. | 1990. | 1999. | 2011. |
| ----- | ----- | ----- | ----- | ----- | ----- | ----- |
| 154   | 195   | 188   | 161   | 187   | 181   | 205   |

График промене броја становника у току последњих година